# Albion (condado de Orleans, Nueva York)
Albion es un pueblo ubicado en el condado de Orleans en el estado estadounidense de Nueva York. En el año 2000 tenía una población de 8042 habitantes y una densidad poblacional de 122 personas por km².

## Geografía
Albion se encuentra ubicado en las coordenadas 43°14′45″N 78°11′38″O / 43.24583, -78.19389.

## Demografía
Según la Oficina del Censo en 2000 los ingresos medios por hogar en la localidad eran de $34 028 y los ingresos medios por familia eran $37 188. Los hombres tenían unos ingresos medios de $31 960 frente a los $23 500 para las mujeres. La renta per cápita para la localidad era de $13 890. Alrededor del 14.4% de la población estaban por debajo del umbral de pobreza.

## Localidades adyacentes
Localidades adyacentes a un radio de 24 km a la redonda de Albion.